# Al-Hilal Benghazi
Pour les articles homonymes, voir Al Hilal.
Maillots
Actualités
Al-Hilal Sports Cultural & Social Club (en arabe : نادي الهلال الرياضي الثقافي الاجتماعي), plus couramment abrégé en Al-Hilal Benghazi, est un club libyen de football fondé en 1952 et basé dans la ville de Benghazi.

## Palmarès
| Compétitions nationales |
| --- |
| - Championnat de Libye : - Vice-champion : 1964-1965 et 1999-2000. - Coupe de Libye (1) : - Vainqueur : 2001-2002. - Finaliste : 1976-1977, 1997-1998, 2003-2004 et 2015-2016. |